# Uriel Fernandes
Uriel Fernandes (Curitiba, 12 november 1913 - Osasco, 22 juli 2000) was een Braziliaanse voetballer en is vooral bekend onder zijn spelersnaam Teleco. Deze bijnaam kreeg hij van zijn grootmoeder als klein jongetje. Hij is de oudere broer van King, clubicoon van São Paulo. 

## Biografie
Teleco begon zijn carrière bij Britânia uit zijn geboortestad Curitiba en maakte in 1934 de overstap naar de grote club Corinthians, hij werd de eerste speler van Afro-Braziliaanse afkomst voor de club. Begin 1935 hielp hij zijn team met 2-0 winnen in de internationale vriendschappelijke wedstrijd tegen Boca Juniors. Op 8 december 1935 won hij met Corinthians tegen Portuguesa Santista, dit was het begin van een reeks van 39 wedstrijden zonder nederlaag voor de club over een periode van een jaar en drie maanden. Toch kon de club met hem pas in 1937 de eerste staatstitel pakken. Hierna won hij nog drie titels met de club. Zijn laatste wedstrijd voor Corinthians was tegen Ypiranga in maart 1944. Op dat moment was hij de topschutter aller tijden voor de club, intussen moet hij Baltazar en Cláudio voor laten gaan. Hij was ook vijf keer topschutter van het Campeonato Paulista. Hij speelde hierna nog een korte periode voor Santos. 